# Francisco Garrido de Villena
Francisco Garrido de Villena (Valencia, 1520 - ¿?) fue un militar, traductor y escritor español del renacimiento.

## Vida
Su familia procedía al parecer de Villena, entonces parte de Castilla, si bien entonces se la encuentra instalada y bien relacionada en Valencia; tal vez por ello nunca escribió un poema en valenciano, ya que su lengua materna era el castellano. El cervantista Diego Clemencín lo hace natural de Baeza, pero no figura en los registros bautismales de sus diez parroquias. En 1564 un documento señala a un tal Francisco Garrido de Villena como alguacil mayor y vecino de la villa de Madrid, pero quizá es un homónimo. En todo caso, el poeta y humanista contemporáneo suyo Martín Abarca de Bolea y Castro, conde de Las Almunias (1550-1600) lo llama "valenciano" en una octava de una continuación que escribió del Orlando enamorado de Boyardo. Por otra parte, Lorenzo Fernández, hijo del poeta Juan Fernández de Heredia / Joan Ferrandis d'Herèdia i Dies de Calataiud (c. 1480-1549), miembro de la corte virreinal valenciana de Germana de Foix y Fernando de Aragón, duque de Calabria, le pidió un soneto para acompañar la publicación de una miscelánea de las obras de su padre, que reunió Ximen Pérez de Lloriz; se trata de un elegante soneto dialogado donde Francisco y Lorenzo lamentan la muerte de Juan, y, en efecto, fue incluido, cuando ya se había muerto prematuramente Lorenzo. De todo esto resulta que Ximen, Lorenzo y Juan eran bastante amigos y formaban un círculo de literatos sobresalientes en Valencia.
Indicios seguros y relevantes descubren que era un hidalgo caballero con un hermano, Juan, que había servido como soldado en el Tercio viejo de Nápoles, no solo en el reino sureño sino en los Alpes, siempre al servicio del emperador Carlos V, así que, muy probablemente, aprendió toscano sirviendo él también en el ejército de Italia (en un grabado que lo retrata al frente de uno de sus libros aparece ataviado con una armadura). Era, pues, uno de esos famosos poetas-soldados de la primera fase del renacimiento español (Hernando de Acuña, Nicolás de Espinosa, Garcilaso de la Vega, Gutierre de Cetina, Francisco de Aldana), la mayor parte de ellos contemporáneos de nuestro poeta. Conocía al humanista valenciano Jaime Juan Falcó (1522-1594), vinculado a orden de Montesa, a cuyo maestre Pedro Luis Galcerán de Borja está dedicada la traducción por Garrido en octavas reales del Orlando innamorato de Matteo Maria Boiardo; incluye además un poema neolatino dedicado en los liminares. Galcerán, además,se hallaba vinculado a la corte de Ferrara, que había auspiciado la elaboración del canon de epopeyas caballerescas de Luigi Pulci (Morgante), Matteo Boiardo (Orlando enamorado) y Ludovico Ariosto (Orlando furioso), que tanta huella dejaría en parte de la poesía narrativa castellana.
Garrido compuso además algunos poemas de circunstancias, como un elogio al autor en las Obras de Juan Fernández de Heredia y unas glosas sin año al Romance del rey moro que perdió a Valencia... con otro romance de amores muy curioso, pliego de cuatro hojas de tema cidiano que aparece atribuido en muchos más ejemplares a un tal Francisco de Lora.
Más importancia tiene su epopeya culta o poema heroico original El verdadero sucesso de la batalla de Roncesvalles... (Valencia: Joan Mey, 1555) en octavas reales, donde intenta renovar de nuevo la vigorosa leyenda épica de Bernardo del Carpio, dedicado al príncipe Carlos de Austria; contiene una "Descripción de la máquina del mundo" que fue imitada por el mismísimo Luís de Camões en su Os Lusiadas (Canto X, estr. 82). Se le recuerda más, sin embargo, como autor de su meritoria traducción del Orlando enamorado de Matteo Maria Boiardo, impresa por vez primera en Valencia: Joan Mey, 1555, y reimpresa luego en Alcalá de Henares y Toledo. En esta traducción, como era costumbre en la época, censura alguna que otra octava por cuestiones morales o de decoro y añade otras, en las que asoma la voz del traductor en vez de la del autor, para aludir a personajes y hechos contemporáneos que le interesaba citar y comentar. También incluye sobre todo reflexiones morales, debates sobre cuestiones amorosas, el destino, las venganzas, la codicia, la amistad, la religión... reflexiones sobre el arte poética, exaltaciones de Valencia, España y Felipe II, reprobaciones de las artes mágicas, exaltaciones de los valores caballerescos de antaño y alusiones a valencianos ilustres.
Según Marcelino Menéndez Pelayo, el poeta Hernando de Acuña había emprendido también una traducción de este poema, pero solo acabó de traducir los dos primeros cantos y el comienzo del tercero.
Se desconoce el lugar y fecha de su fallecimiento; de él existen dos retratos grabados en óvalos; uno en su versión del Orlando enamorado y otro xilográfico de medio cuerpo en una de las páginas de su Roncesvalles.

## Obras
- Trad. de Mateo Boyardo, Los tres libros de Mattheo Maria Boyardo, Conde de Scandiano, llamados Orlando enamorado, traduzidos en castellano..., Valencia: Juan Mey, 1555; Alcalá de Henares: Hernán Ramírez, 1577; Toledo: Juan Rodríguez, 1581.
- El verdadero sucesso de la famosa batalla de Roncesvalles, con la muerte de los doze pares de Francia, dirigida al serenissimo, alto y muy poderoso señor don Carlos de Austria, infante de las Españas, etc., y nuestro señor, Valencia: Joan de Mey Flandro, 1555. Con xilografías.
- "Soneto" en Las obras de don Joan Fernández de Heredia, assí temporales como espirituales. Valencia: Joan Mey, 1562